# 田中亜美
田中 亜美（たなか あみ、1970年10月8日 - ）は、日本の俳人、近現代ドイツ詩研究者。

## 来歴
東京都目黒区生まれ。明治大学文学部卒、新聞社勤務を経て、東京大学大学院人文社会系研究科修了。
1998年、「海程」入会、金子兜太に師事。2001年、海程新人賞受賞。2006年、現代俳句新人賞。2010年、邑書林のアンソロジー『新撰21』に100句入集。2012年、海程賞受賞。「はつなつの櫂と思ひし腕かな」「いつ逢へば河いつ逢へば天の川」など、いわゆる花鳥諷詠から距離を置いた独特の詩情を持つ句が多い。
パウル・ツェランなど近現代ドイツ詩の研究者でもある。青山学院大学、実践女子大学非常勤講師。現代俳句協会会員、国際俳句交流協会会員、日本文藝家協会会員。
2010年～2011年、『現代詩手帖』にて俳壇時評を担当。2012年～2014年、『朝日新聞』にて俳句時評を担当。2014年、角川『俳句』にて俳句時評を担当、2015年、『俳壇』にて俳句時評を担当。2018年9月より「海原」同人。

## 著書
- 現代の俳人101（共著、2004年、新書館）
- 新撰21（共著、2010年、邑書林）
- いま、兜太は（青木健編、共著、2016年、岩波書店）

訳書
- S・A・ハンデルマン 『救済の解釈学－ベンヤミン・ショーレム・レヴィナス』 （合田正人と共訳、2005年、法政大学出版局）